# ميدترونيك

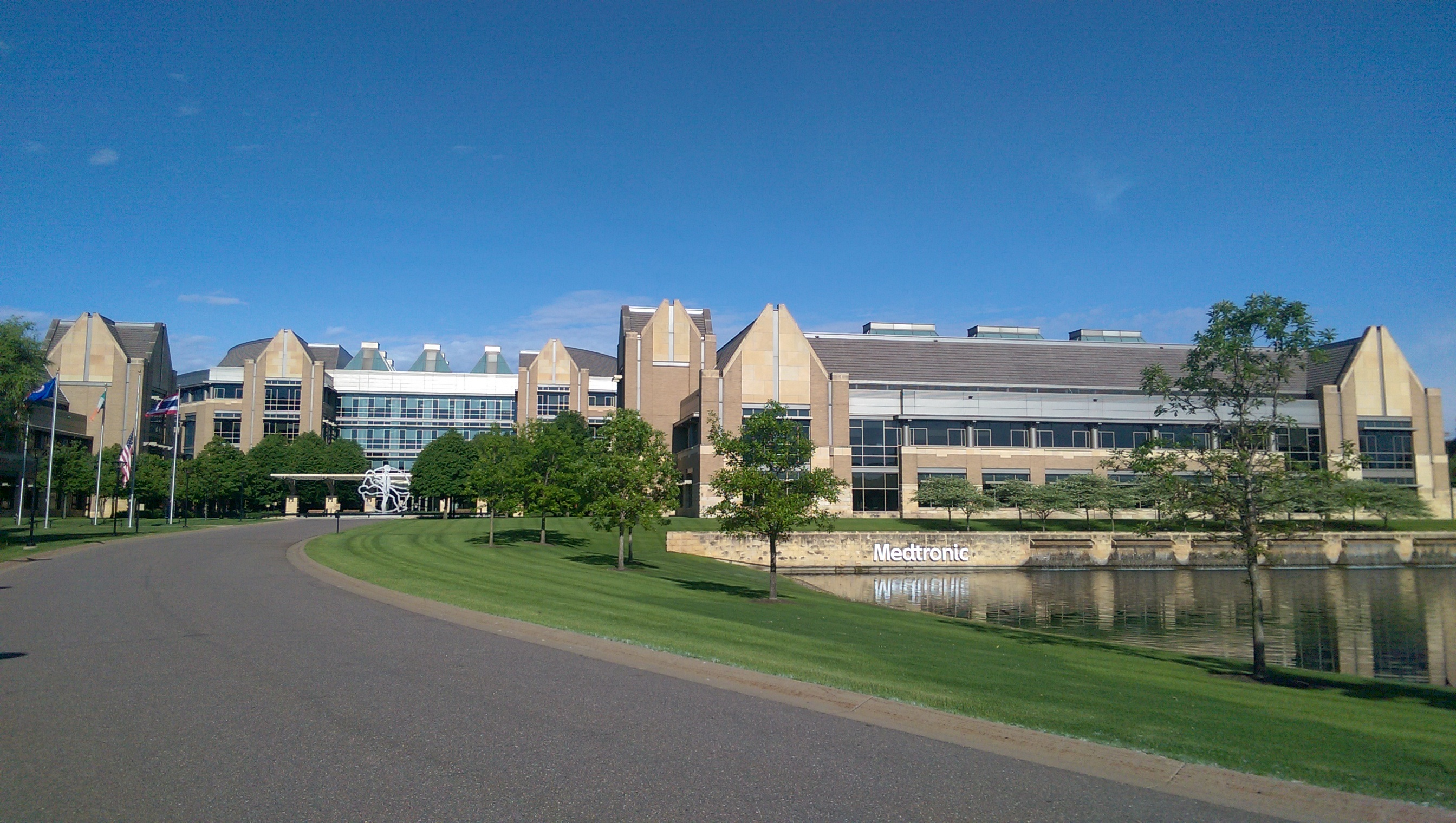
مقر عمليات شركة مدترونيك في فريدلي ، مينيسوتا ، إحدى ضواحي مينيابوليس

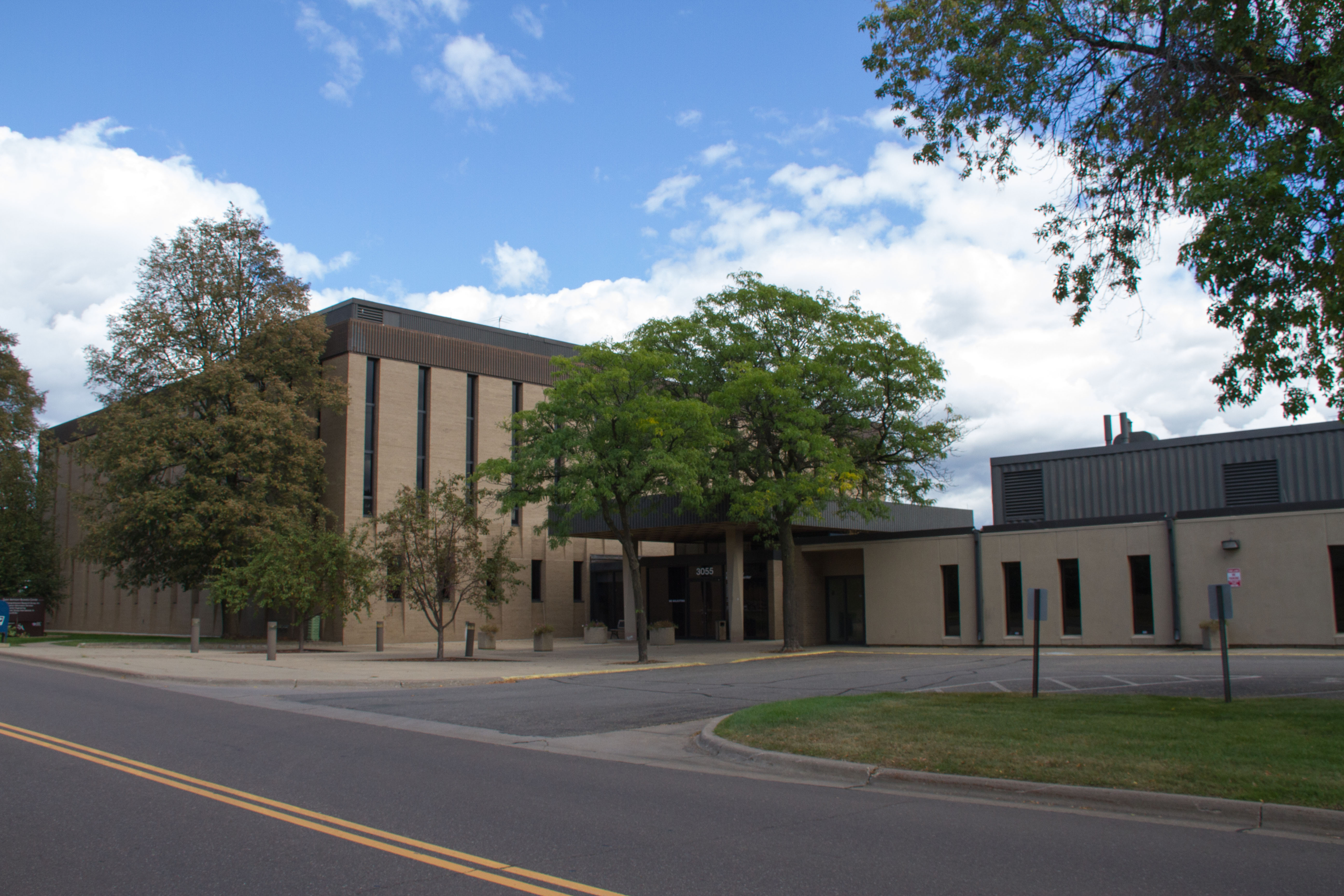
المقر الرئيسي لشركة مدترونيك في سانت أنتوني ، مينيسوتا

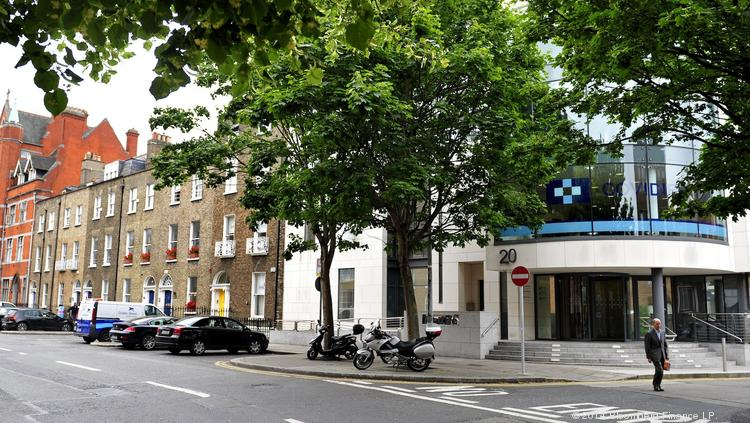
المقر القانوني لشركة مدترونيك ، 20 Lower Hatch Street ، Dublin 2 ، Ireland

شركة ميدترونيك ( بالإنجليزية: Medtronic plc) هي شركة أيرلندية للأجهزة الطبية، تحصل على أرباحها من نظام الرعاية الصحية الأمريكي، يقع مقرها الرئيسي في جمهورية أيرلندا لأهداف تتعلق بالضرائب. تمتلك شركة مدترونيك مقرًا تنفيذيًا وتنفيذيًا في فريدلي ، مينيسوتا في الولايات المتحدة  في عام 2015 ، استحوذت شركة مدترونيك على شركة كوفيدين الأيرلندية - الضريبية المسجلة (تحويل الضرائب الأمريكية إلى أيرلندا من عام 2007) ، في أكبر انعكاس ضريبي للشركات الأمريكية في التاريخ ،  والتي مكنت شركة مدترونيك من نقل تسجيلها القانوني من الولايات المتحدة إلى أيرلندا. تعمل شركة مدترونيك في 140 دولة وتوظف أكثر من 100،000 شخص.
| مرتبة | اسم الشركة               | إيرادات 2017 (م) | المقر القانوني (التسجيل الضريبي)             | المقر التنفيذي (إذا كان مختلفًا عن القانوني) | الشركة الام ( إذا كانت شركة تابعة) |
| ----- | ------------------------ | ---------------- | -------------------------------------------- | ------------------------------------------- | ---------------------------------- |
| 1     | مدترونيك                 | 29710            | دبلن ، أيرلندا                               | فريدلي ، مينيسوتا ، الولايات المتحدة        | -                                  |
| 2     | توليفات DePuy            | 26592            | رينهام ، ماساتشوستس ، الولايات المتحدة       | -                                           | جونسون آند جونسون                  |
| 3     | فريزينيوس للرعاية الطبية | 20،900           | باد هومبورغ ، ألمانيا                        | -                                           | Frensius SE                        |
| 4     | فيليبس للرعاية الصحية    | 20،896           | أمستردام ، هولندا                            | -                                           | فيليبس                             |
| 5     | GE Healthcare            | 19116            | شيكاغو ، إلينوي ، الولايات المتحدة           | -                                           | جنرال إلكتريك                      |
| 6     | صحة سيمنز                | 16،206           | إرلنغن ، ألمانيا                             | -                                           | سيمنز                              |
| 7     | صحة الكاردينال           | 13،524           | دبلن ، أوهايو ، الولايات المتحدة             | -                                           | -                                  |
| 8     | سترايكر                  | 12444            | كالامازو ، ميشيغان ، الولايات المتحدة        | -                                           | -                                  |
| 9     | بيكتون ديكنسون           | 12093            | فرانكلين ليكس ، نيو جيرسي ، الولايات المتحدة | -                                           | -                                  |
| 10    | باكستر الدولية           | 10561            | ديرفيلد ، إلينوي ، الولايات المتحدة          | -                                           | -                                  |

## التاريخ
- 1956: تأسيس Vitatron
- 1962: أول جهاز تنظيم ضربات قلب قابل للغرس
- 1981: جهاز تنظيم ضربات القلب الذي يعتمد على المعالج الدقيق (DPG1)
- 1982: منظم ضربات القلب المستجيب (TX1)
- 1984: Quintech DDD مع سلوك المعدل الأعلى التلقائي ("مفتاح الوضع")
- 1988: خوارزمية التعلم اليومي (الإيقاع)
- 1997: أول نظام لضبط ضربات القلب قابل للتشخيص مع تشخيص مخصص للضبط البؤري التلقائي ، ومعالجة معدل الضبط والإيقاع
- 2003: أصبح Vitatron رقميًا: 1st Vitatron C-Series ، أول جهاز تنظيم ضربات قلب رقمي بالكامل في العالم.
- 2004: 2nd Vitatron C-Series ، رقمي ، جهاز تنظيم ضربات القلب.
- 2004: Vitatron T-Series: الصورة الكاملة ، جهاز تنظيم ضربات القلب الرقمي.
- 2005: نماذج Vitatron C-Series ، A3 ، مجموعة جديدة من أجهزة تنظيم ضربات القلب الرقمية لمرضى القلب.
- 2014: استحوذت على شركة كوفيديان مقابل 42.9 مليار دولار.[24]

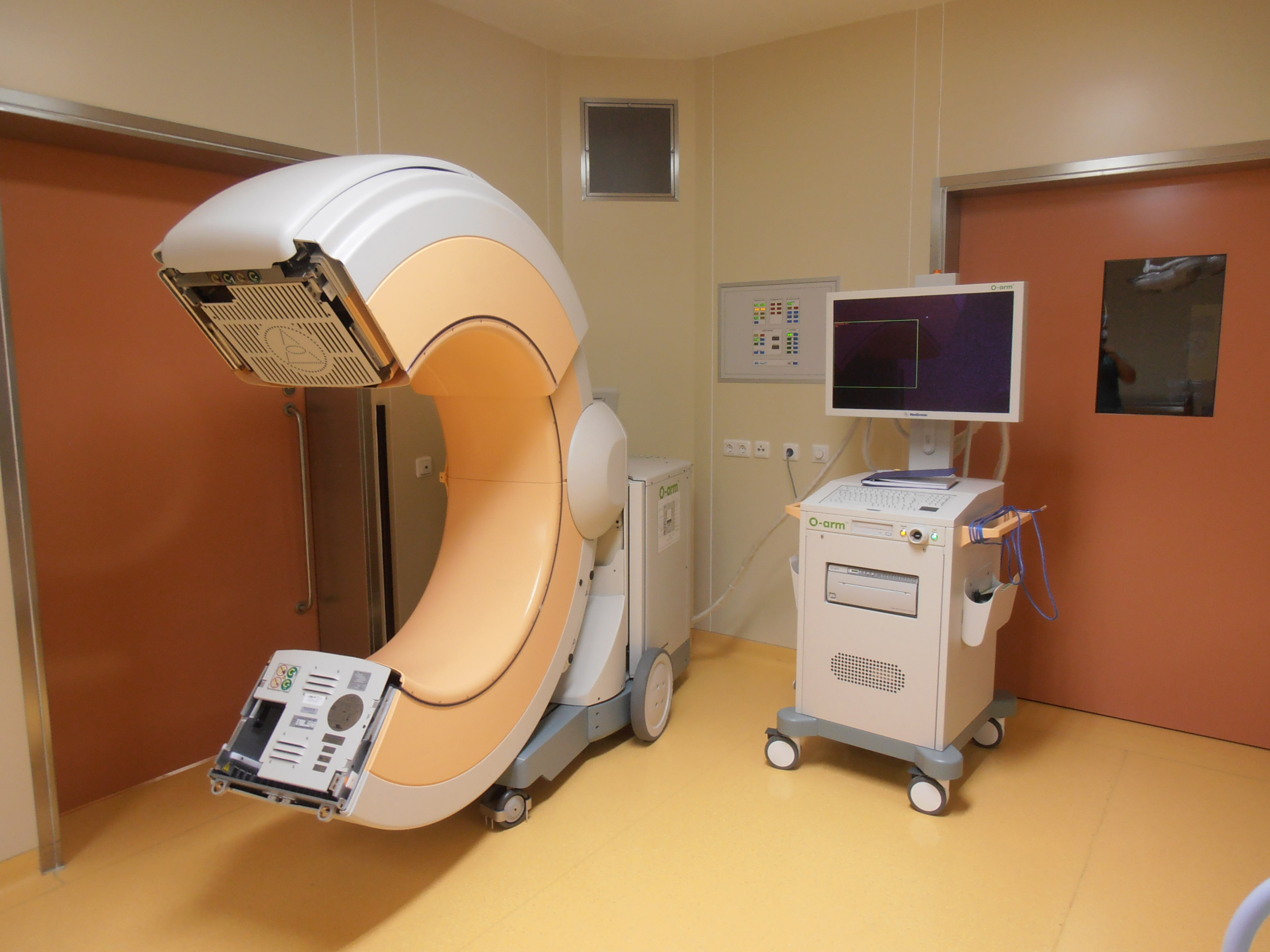
نظام التصوير الجراحي O-arm. المركز الاتحادي لجراحة المخ والأعصاب في تيومين ، 2013

## روابط خارجية
- الموقع الرسمي